# De Havilland Mosquito
de Havilland Mosquito – brytyjski dwusilnikowy, dwumiejscowy samolot wojskowy okresu II wojny światowej, produkowany w różnych wersjach jako samolot myśliwski, myśliwsko-bombowy, nocny myśliwiec, bombowiec i samolot rozpoznania fotograficznego. Zaprojektowany w przedsiębiorstwie de Havilland był nowatorską konstrukcją, mimo że zbudowany był głównie z drewna. Uznawany za jeden z najbardziej udanych samolotów używanych podczas II wojny światowej. Został przez pilotów okrzyknięty jako drewniane cudo. Bombowce Mosquito osiągnęły najniższy wskaźnik strat ze wszystkich bombowców Królewskich Sił Powietrznych.

## Historia
W 1939 wobec groźby wybuchu wojny Wielka Brytania postanowiła unowocześnić swoje lotnictwo wojskowe. W zamiarze spełnienia oczekiwań brytyjskich sił zbrojnych, przedsiębiorstwo de Havilland wystąpiło z propozycją budowy lekkiego dwuosobowego szybkiego bombowca zdolnego przenieść ładunek 450 kg bomb na dystansie 2400 km, oznaczonego jako DH.98. Ze względu na to, że Niemcy posiadały dużo szybsze od proponowanego bombowca maszyny myśliwskie, uważano za konieczne umieszczenie w DH.98 dodatkowych stanowisk strzeleckich, co z kolei pociągało za sobą zwiększenie stanu załogi i przeklasyfikowanie samolotu na średni bombowiec. Pomimo to we wrześniu 1939, po napaści Niemiec na Polskę, Ministerstwo Lotnictwa podpisało kontrakt na budowę prototypu DH.98 mającego pełnić rolę nie bombowca, ale samolotu rozpoznania fotograficznego dalekiego zasięgu. Na początku marca 1940, ze względu na znaczące postępy w konstrukcji nowego samolotu, zamówiono jeszcze 49 maszyn w wersji rozpoznawczo-bombowej. Pierwszy lot maszyny prototypowej odbył się 25 listopada 1940. Podczas tego lotu osiągnięto prędkość 630 km/h co przekonało do osiągnięć samolotu wielu sceptyków (był szybszy od aktualnych myśliwców RAF-u. Dobre właściwości lotne zaskoczyły nie tylko producenta: Mosquito osiągnął zwrotność przypominającą myśliwiec, radził sobie nawet z beczką blisko ziemi w locie jednosilnikowym i przez następne dwa lata okazał się najszybszym samolotem operacyjnym na świecie. W międzyczasie stwierdzono, że ważniejsza niż zadania rozpoznawcze jest obrona floty handlowej przed niemieckimi samolotami rozpoznawczo-bombowymi Fw 200 Condor, w związku z tym 29 maszyn z zamówionych 49 postanowiono zbudować w wersji myśliwca dziennego. 29 grudnia 1940 podpisano kontrakt na dostawę 150 maszyn w wersji myśliwskiej i w tym też czasie nadano maszynie nazwę Mosquito (ang. – komar, moskit).
Po rozpoczęciu w końcu 1940 nocnych ataków bombowych na Wielką Brytanię rozważano również opracowanie wersji myśliwca nocnego. 15 maja 1941 do pierwszego lotu wystartował prototyp nocnego myśliwca Mosquito II. Miał wzmocnione drzewce i cztery pokładowe działa kal. 20 mm pod dziobem kadłuba, cztery karabiny maszynowe na dziobie, pancerne szkło czołowe w kabinie i wciąż tajny pokładowy radar AI. Wejście znajdowało się teraz po prawej stronie, a nie przez właz w podłodze. Z tyłu kadłuba zainstalowano pneumatyczny hamulec aerodynamiczny.
W nocy z 30 na 31 grudnia 1941 NF Mk.II również odbył swoją pierwszą misję nocnego myśliwca i wkrótce zastąpił swojego poprzednika, Bristol Beaufighter, którego prędkość była o prawie 80 km/h mniejsza.
W lipcu 1941 dziewięć maszyn z pierwszej zamówionej partii 50 sztuk poddano modyfikacji z wersji rozpoznawczej na bombową, zgodnie z nową koncepcją Ministerstwa Lotnictwa, chcącego posiadać maszyny mogące pełnić rolę szybkiego bombowca. Prototyp W4047 testowano od września 1941.
Przed Lądowaniem w Normandii na większości samolotów amerykańskich i brytyjskich nałożono czarno-białe pasy {w tym także de Havilland Mosquito), aby ułatwić ich identyfikację podczas operacji.
Wraz z osiągnięciem dominacji w powietrzu nad teatrami działań wojennych podczas II wojny światowej, myśliwce i myśliwce nocne Mosquito traciły na znaczeniu i pod koniec wojny były używane prawie wyłącznie jako samoloty rozpoznawcze lub myśliwsko-bombowe.

## Opis konstrukcji samolotu

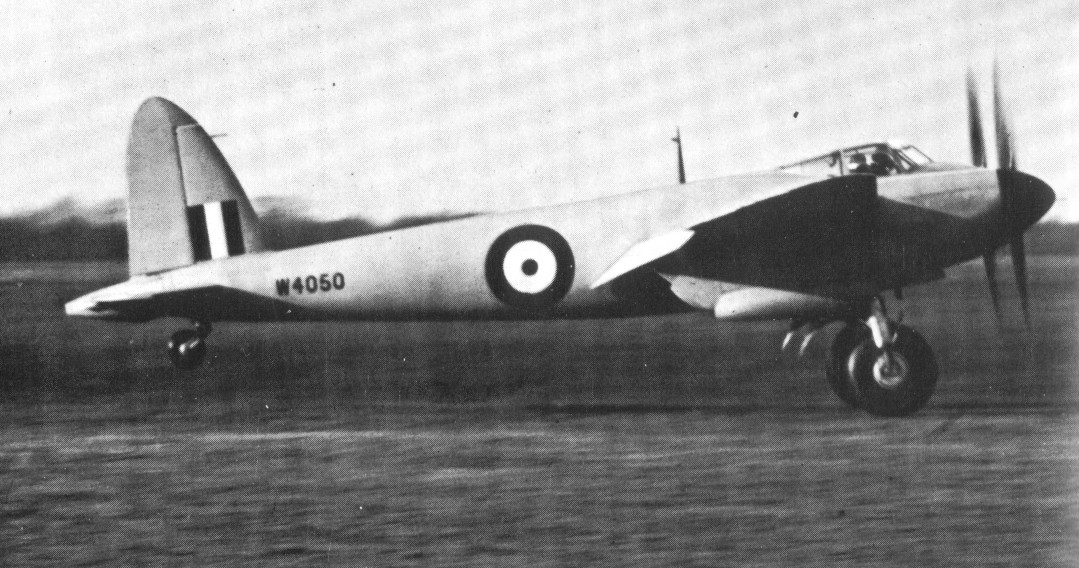
Prototyp Mosquito

Mosquito był nowoczesną maszyną zbudowaną głównie z drewna świerkowego, wielowarstwowej sklejki i balsy, pokrytych płótnem. Drewno świerkowe zastosowano w miejscach przenoszących obciążenie, takich jak dźwigary skrzydeł, szkielet kadłuba i obramowania drzwi. Pokrycie kadłuba było wykonane w takiej samej technologii, jak w samolotach z czasów I wojny światowej, czyli z balsy pokrytej sklejką o grubości 2 mm. Łączenia wykonywano przy pomocy kleju, wzmacniając je po wyschnięciu metalowymi spinkami. Kadłub montowano z dwóch połówek, prawej i lewej, łączonych dopiero po zamontowaniu największych części wyposażenia wewnętrznego maszyny. Po połączeniu połówek powierzchnie kadłuba i skrzydeł pokrywano płótnem i malowano. Jednoczęściowe skrzydło, przechodzące na wskroś kadłuba, było mocniejsze, miało mniejszą masę i lepsze właściwości aerodynamiczne niż gdyby składało się z dwóch oddzielnych płatów.
We wczesnych egzemplarzach pojawiły się problemy ze statecznością, powodowane odkształcaniem kadłuba, do których rozwiązania przyczynił się Polak, późniejszy profesor, Władysław Fiszdon.
Opływowy kształt zmniejszył opór aerodynamiczny, a klejona konstrukcja drewniana zmniejszyła masę samolotu i oszczędzała materiały strategiczne (głównie metale). Podczas produkcji nie było konieczności stosowania specjalistycznych narzędzi i technologii, co pozwoliło na wytwarzanie płatowców także przez przedsiębiorstwa spoza branży lotniczej, na przykład przez firmy meblarskie czy producentów pianin. Modułowa konstrukcja maszyny umożliwiała rozproszenie produkcji i powierzenie jej wielu podwykonawcom podzespołów składanych w całość dopiero w fabryce głównej. System taki pozwalał utrzymywać ciągłość produkcji nawet w czasie niemieckich bombardowań.
Wadą połączeń wykonanych klejem kazeinowym była mała odporność na dużą wilgotność i wysokie temperatury panujące w Azji południowej, gdzie również używano samolotów Mosquito. Aby uniknąć niebezpieczeństwa „rozklejenia się” maszyny, zaczęto stosować kleje syntetyczne.
W skrzydłach maszyny zamontowano klapy wykonane z drewna, które początkowo były jednoczęściowe na całej długości skrzydła, ale później ze względu na wydłużenie gondoli silników zastosowano klapy dzielone. Lotki były jedynymi elementami płatowca, które nie były całkowicie drewniane, gdyż pokryto je blachą ze stopu aluminium.
Podwozie samolotu było klasyczne trójpunktowe, z kółkiem ogonowym, wciągane w locie. Napęd stanowiły dwa silniki widlaste Rolls-Royce Merlin napędzające trójłopatowe śmigła o zmiennym skoku. Kabina załogi mieściła pilota i obserwatora siedzących obok siebie, z tym, że siedzenie obserwatora było przesunięte nieco do tyłu, umożliwiając w wersji bombowej i rozpoznawczej zajęcie pozycji w przeszklonym dziobie maszyny. W późniejszych wersjach rozpoznawczych dodawano przeszkloną półkulę na górze kabiny, umożliwiającą obserwację do tyłu. W wersjach myśliwskich zastosowano kabinę z płaską przednią szybą, która zwiększała opory aerodynamiczne, ale umożliwiała dokładniejsze celowanie.
Ze względu na drewnianą konstrukcję samolotu Mosquito i jednocześnie jego doskonałe parametry, często nazywano go drewnianym cudem (ang. Wooden Wonder) lub rzadziej drewnianym przerażeniem (ang. Timber Terror). Z kolei wśród personelu naziemnego zyskał miano marzenia termita (ang. Termite’s Dream) lub najczęściej spotykaną nazwę komar (ang. Mozzie, potocznie od Mosquito).

## Wersje samolotu Mosquito

### Wersje rozpoznawcze
- PR.I – pierwszy Mosquito w wersji rozpoznania fotograficznego oznaczony jako Mosquito Photo-Reconnaissance Mk I (PR.I), oblatany 10 czerwca 1941 roku. Napęd stanowiły silniki Merlin 21 o mocy 1460 KM (1090 kW) każdy. Dziób samolotu przeszklono, umożliwiając sterowanie pięcioma kamerami zamontowanymi na uchwytach pod skrzydłami i pod komorą bombową. Zbudowano 10 egzemplarzy.
- PR.IV – 29 maszyn przebudowanych z wersji bombowej B.IV na rozpoznawczą. Wyposażono je w dodatkowe zbiorniki w komorze bombowej zwiększające zapas paliwa z 2450 do 3180 litrów.
- PR.VIII – 5 maszyn przebudowanych z wersji bombowej B.IV na rozpoznawczą, napędzaną nowymi silnikami Merlin 61 z dwubiegową sprężarką mechaniczną o mocy 1680 KM (1255 kW). Dostarczony do jednostek w styczniu 1943 roku.
- PR.IX – pierwsza seryjnie produkowana wersja rozpoznawcza napędzana silnikami Merlin 72 z dwubiegową sprężarką mechaniczną, rozwijającymi moc 1680 KM (1255 kW). Wersja PR.IX została wprowadzona równolegle z podobną wersją bombową B.IX. Pierwsze samoloty trafiły do 540. Dywizjonu RAF w kwietniu 1943 roku. Mosquito PR.IX był wyposażony w nowy typ skrzydła umożliwiającego podwieszenie 227-litrowych standardowych zbiorników z paliwem lub nowych o zwiększonej do 454 litrów pojemności, powiększających zasięg maszyny do 3950 km. Możliwe było także przenoszenie dwóch bomb o masie 225 kg każda i chociaż PR.IX bardzo rzadko przenosiły bomby burzące, to latem 1943 roku wprowadzono do uzbrojenia wersję amerykańskiej bomby oświetlającej M46 znacząco zwiększającej efektywność nocnych misji rozpoznawczych. Łącznie zbudowano 90 egzemplarzy samolotów tej wersji. W ośmiu maszynach PR.IX wymieniono silniki na wzmocnione Merlin 76/77, napędzające amerykańskie czterołopatowe śmigła, umożliwiające osiągnięcie lepszych parametrów lotu na dużych wysokościach kosztem osiągów na niskim pułapie.
- PR.XVI – wyposażony w silniki Merlin 72 i ciśnieniową kabinę samolot rozpoznawczy oblatany w lipcu 1943 roku. W tej wersji wprowadzono po raz pierwszy dodatkową osłonę półkulistą do obserwacji dookólnej. Wyprodukowano 432 egzemplarze maszyny w tej wersji.
- PR.32 – zbudowany w liczbie 5 egzemplarzy samolot rozpoznania fotograficznego działający na dużych pułapach. Maszyna została wyposażona w ciśnieniową kabinę i dłuższe skrzydła. Napęd stanowiły zoptymalizowane do pracy na dużych wysokościach silniki Merlin 113/114. Od wprowadzenia tego typu zdecydowano zmienić sposób numeracji modeli na cyfry arabskie. PR.32 były używane w ostatnich miesiącach wojny, operując na pułapie 12 800 metrów.
- PR.34 – ostatni produkcyjny Mosquito, będący właściwie odmianą PR.XVI z wypukłymi drzwiami komory bombowej, mieszczącej większy zbiornik paliwa. Napęd stanowiły silniki Merlin 114 lub 114A. Zbudowano 181 egzemplarzy tej maszyny.
- PR.35 – przebudowany w liczbie 10 egzemplarzy z wersji bombowej B.35 samolot do specjalnych zadań rozpoznawczych. Nie został użyty przed zakończeniem wojny.

### Wersje bombowe

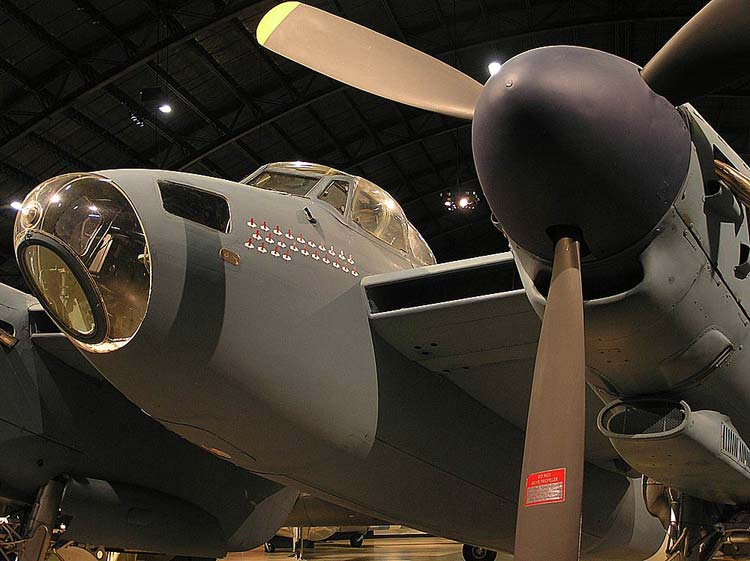
De Havilland Mosquito Mk. XVI

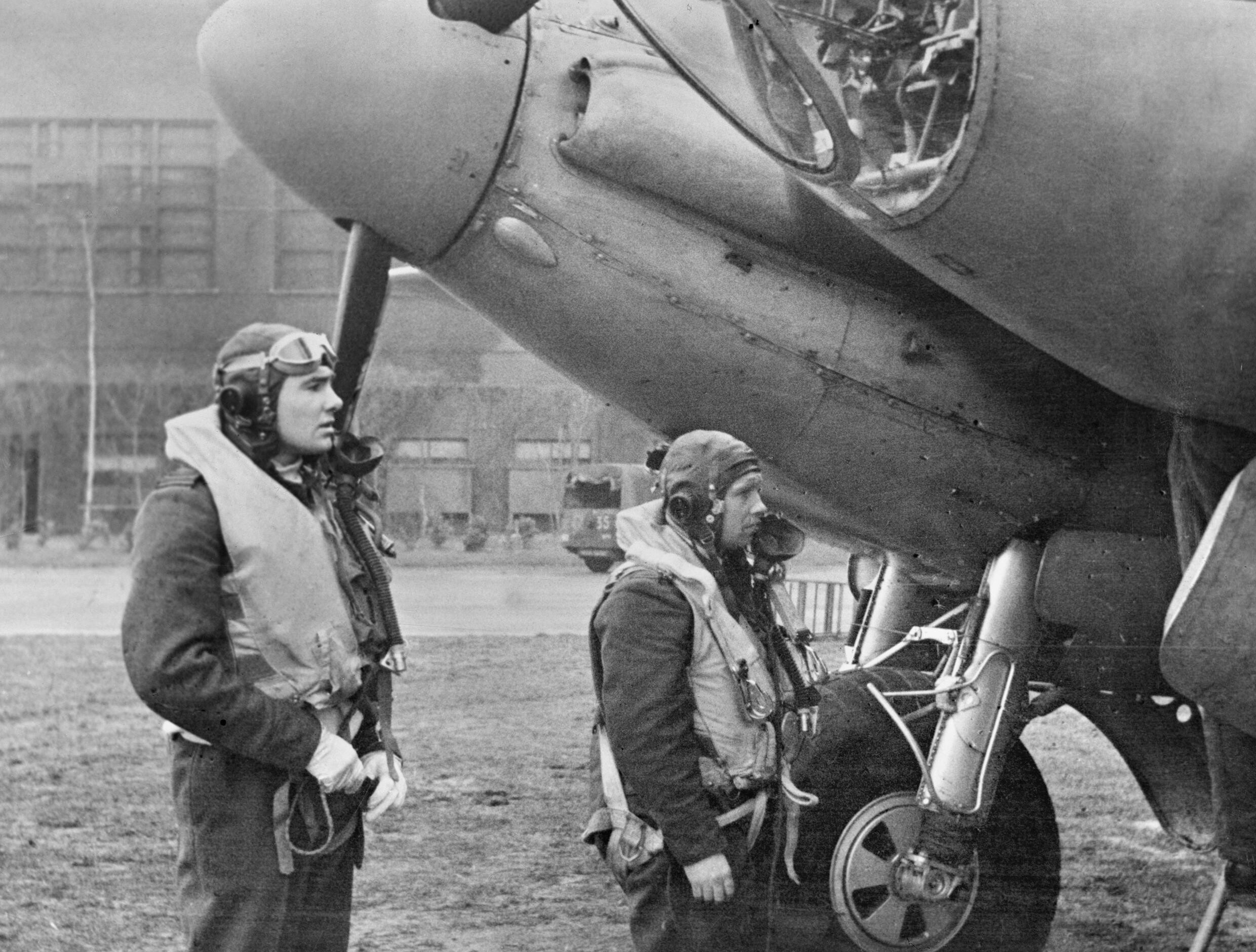
Lotnicy przy Mosquito Mk. IV, 1942

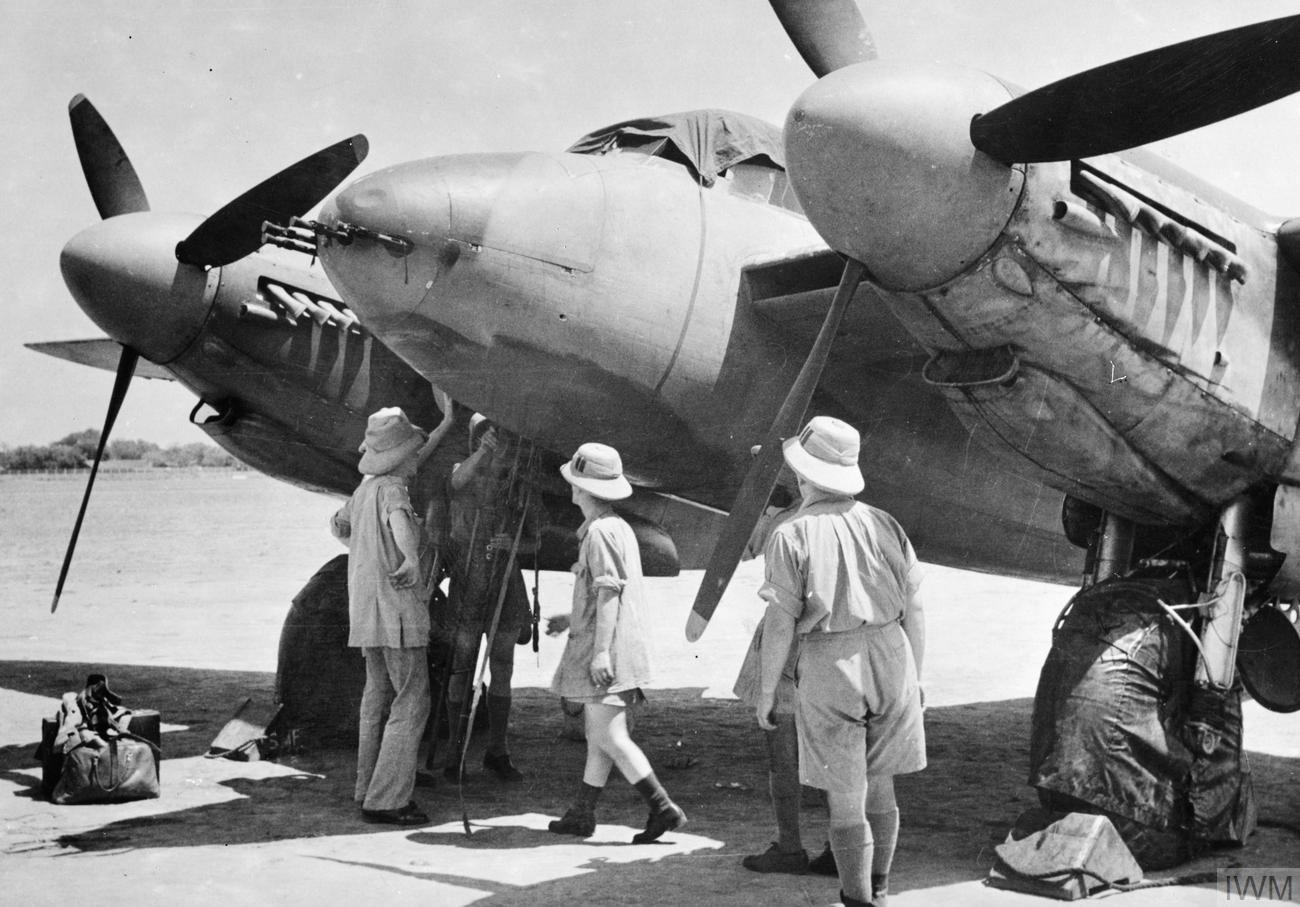
Mosquito w Indiach, ok. 1943

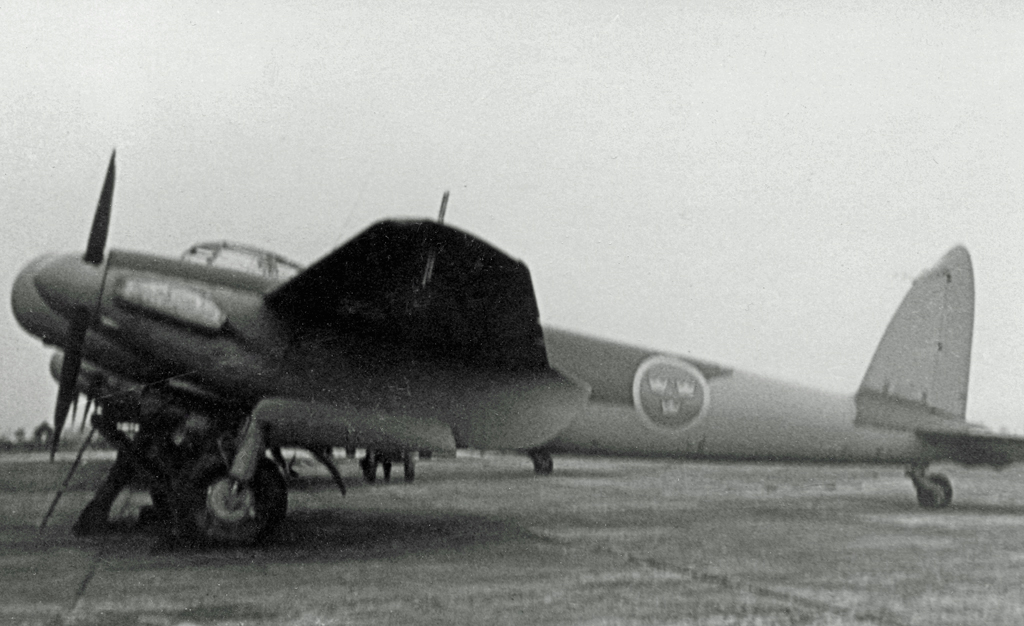
W barwach lotnictwa szwedzkiego

- B.IV Series I – pierwsza wersja bombowa zbudowana na podstawie samolotu rozpoznawczego PR.I, zdolna do przenoszenia 900 kg bomb. Nie posiadał uzbrojenia strzeleckiego, zbudowano tylko 9 egzemplarzy.
- B.IV Series II – zbudowana w liczbie 263 egzemplarzy produkcyjna wersja bombowa, zdolna przenosić cztery 112-kilogramowe bomby, a od końca 1941 roku cztery 225-kilogramowe bomby. Silniki wyposażono w tłumiki płomieni do działań w nocy, później zmodyfikowane w taki sposób, że ciśnienie spalin wyrzucanych z silnika generowało dodatkową siłę napędową zwiększającą prędkość maszyny o około 16 km/h. Maszyna nie posiadała uzbrojenia strzeleckiego. Napęd samolotu stanowiły silniki Merlin 21 lub Merlin 23. W 22 egzemplarzach zmodyfikowano komorę bombową do przenoszenia 1815-kilogramowej bomby HC (od high capacity – ang. duża pojemność), nazywanej potocznie Cookie (ang. ciasteczko). Bomba ta nie posiadała lotek i zbudowana była z cienkiej blachy wypełnionej materiałem wybuchowym. Modyfikacja B.IV do przenoszenia tej bomby polegała na zmniejszeniu zbiorników paliwa i dodaniu balastu dziobowego oraz powiększeniu usterzenia. Często spotykanym oznaczeniem tej wersji jest B.IV (Special). Sześćdziesiąt kolejnych samolotów B.IV zmodyfikowano do przenoszenia sferycznej przeciwokrętowej bomby skaczącej Highball. Początkowo używany przez Bomber Command jako bombowiec, wkrótce zaczął pełnić funkcję samolotu wyszukującego i oznaczającego cele przy pomocy flar dla innych bombowców. B.IV wyposażono w nowoczesną aparaturę nawigacyjną Oboe i H2S umożliwiającą odnalezienie celu w każdych warunkach pogodowych i w nocy[1].
- B.V – jeden prototyp następnej serii bombowca, który nie wszedł do produkcji ze względu na wprowadzenie nowych silników Merlin z dwustopniową sprężarką i rozpoczęciu produkcji wyposażonych w nie bombowców wersji B.IX.
- B.IX – wersja z nowym silnikiem Merlin 72. Niektóre egzemplarze posiadały wypukłe drzwi komory bombowej, umożliwiające przenoszenie 1800-kilogramowej bomby Cookie. Zbudowano 54 egzemplarze.
- B.XVI – bombowiec zdolny do operowania na wysokich pułapach wyposażony w ciśnieniową kabinę, podobnie jak rozpoznawczy PR.XVI. Używany głównie do przenoszenia jednej bomby Cookie, ale także innych zestawów uzbrojenia. Zbudowano 402 egzemplarze.
- B.35 – ostatnia wersja produkcyjna bombowca Mosquito z silnikami Merlin 113A lub 114A i wypukłymi drzwiami komory bombowej. Zbudowano 265 egzemplarzy.

### Wersje myśliwskie dzienne i nocne
- F.II (F od fighter, ang. myśliwiec) – bezpośredni następca drugiego prototypu Mosquito przeznaczony do działań dziennych. Uzbrojony w cztery karabiny maszynowe Browning kalibru 7,7 milimetra (0,303 cala) w dziobie i cztery działka Hispano Mk II kalibru 20 mm pod kadłubem. Napęd stanowiły silniki Merlin 21, Merlin 22 lub Merlin 23.
- NF.II (NF od night fighter, ang. nocny myśliwiec) – myśliwiec F.II w wersji nocnej wyposażony w radar AI.IV (od Airborne Intercept Mark IV – ang. przechwytywanie w powietrzu) lub AI.V pracujący na falach długich, tłumiki płomieni wylotowych i, dodane później, tłumiki płomieni z luf uzbrojenia strzeleckiego. Zbudowano łącznie 494 egzemplarze myśliwców F.II i NF.II.
- NF.II (Special) – 25 egzemplarzy myśliwca nocnego NF.II ze zdemontowaną instalacją radarową i zwiększonymi zbiornikami paliwa przystosowane do działania nad terytorium wroga, zwłaszcza w pobliżu lotnisk, i atakowania lądujących samolotów.
- NF.XII – 98 egzemplarzy myśliwca NF.II przebudowanych w celu zamontowania nowego radaru AI.VIII pracującego na falach centymetrowych, zainstalowanego w charakterystycznej, zmodyfikowanej osłonie dzioba maszyny. Uzbrojenie strzeleckie stanowiły tylko działka Hispano[4].
- NF.XIII – wersja produkcyjna myśliwca nocnego NF.XII z radarem AI.VIII. Wyposażony w nowy typ skrzydeł przystosowanych do montażu zewnętrznych zbiorników paliwa. Napęd maszyny stanowiły silniki Merlin 21, Merlin 23 lub Merlin 25. Zbudowano 260 egzemplarzy.
- NF.XV – nocny myśliwiec przystosowany do działania na dużych wysokościach, wyposażony w ciśnieniową kabinę, wydłużone skrzydła, dwustopniową turbosprężarkę i lżejszą konstrukcję płatowca. Uzbrojenie stanowiły cztery karabiny maszynowe Browning kalibru 7,7 mm w podkadłubowej gondoli. Zbudowano tylko 5 egzemplarzy, przebudowanych z jednego prototypu i czterech maszyn seryjnych NF.II.
- NF.XVII – 99 przebudowanych samolotów NF.II z silnikami Merlin 21, Merlin 22 lub Merlin 23 i brytyjskim radarem AI.X będącym odpowiednikiem amerykańskiego SCR-720.
- NF.XIX – produkcyjny odpowiednik myśliwca NF.XVII napędzany silnikami Merlin 25 i wyposażony w uniwersalną osłonę dziobu umożliwiającą montaż radaru AI.VIII lub AI.X. Zbudowano 280 egzemplarzy.
- NF.30 – ulepszona wersja produkcyjna myśliwca NF.XIX z silnikami Merlin 72 lub Merlin 76 wyposażonymi w dwustopniową turbosprężarkę i radarem AI.X. Zbudowano 526 egzemplarzy.
- NF.36 – ulepszony powojenny NF.30 z radarem AI.X i silnikami Merlin 113/114 lub 113A/114A. Zbudowano 163 egzemplarze.
- NF.38 – ostatnia wersja nocnego myśliwca Mosquito z radarem AI.IX i silnikami Merlin 114A. Zbudowano jeden prototyp na bazie samolotu NF.36 i 101 egzemplarzy produkcyjnych.

### Wersje myśliwsko-bombowe i morskie
- FB.VI – wersja myśliwsko-bombowa (FB od fighter-bomber, ang. myśliwsko-bombowy) z silnikami Merlin 21, Merlin 22, Merlin 23 lub Merlin 25. Uzbrojenie strzeleckie stanowiły cztery karabiny maszynowe kalibru 7,7 mm i cztery działka kalibru 20 mm. W komorze bombowej możliwe było umieszczenie dwóch 115-kilogramowych bomb, a pod skrzydłami dwóch kolejnych o takiej samej masie, lub ośmiu niekierowanych pocisków rakietowych o masie 27 kilogramów każdy. Zbudowano 2584 egzemplarzy[4].
- FB.XVIII – specjalna przeciwokrętowa wersja Mosquito dla RAF Coastal Command nazywana czasem jako „Tse-Tse” Mosquito (ang. mucha Tse-tse), uzbrojona w 57 milimetrowe działko automatyczne Molinsa z zapasem 25 sztuk amunicji. Przebudowano 19 egzemplarzy z wersji FB.VI.
- TF/TR.33 – pokładowy samolot rozpoznawczy, myśliwsko-bombowy, bombowo-torpedowy zbudowany na podstawie FB.VI. Wyposażony w składane skrzydła, hak pokładowego urządzenia hamującego, czterołopatowe śmigła, rakietowe silniki wspomagające start i amerykański radar ASH. Uzbrojenie stanowiły cztery działka kalibru 20 mm i bomby, pociski rakietowe, miny, lub torpedy. Zbudowano dwa prototypy na podstawie FB.VI i 50 egzemplarzy seryjnych[4].
- TF.37 – myśliwsko-bombowy samolot torpedowy podobny do TF/TR.33, ale wyposażony w radar ASV.XIII i napędzany silnikami Merlin 25. Zbudowano 14 egzemplarzy.

### Pozostałe wersje
- T.III – samolot szkolno-treningowy z podwójnym układem sterowania. Napędzany silnikami Merlin 21, Merlin 22 lub Merlin 23, nie posiadał uzbrojenia. 6 egzemplarzy przebudowano z F.II, łącznie zbudowano 352 egzemplarze.
- TT.35 – przebudowane 26 egzemplarzy samolotu bombowego B.35, przystosowane do holowania celów powietrznych. Cel znajdował się w komorze bombowej i był wypuszczany na linie z kołowrotu zamocowanego pod kadłubem.
- TT.39 – przebudowane samoloty B.XVI i PR.XVI należące do Royal Navy, przystosowane do holowania celów powietrznych z kołowrotem w komorze bombowej, wydłużonym dziobem dla operatora kamery i kabiną dla operatora kołowrotu. Przebudowano 106 egzemplarzy.

## Użycie bojowe samolotów Mosquito

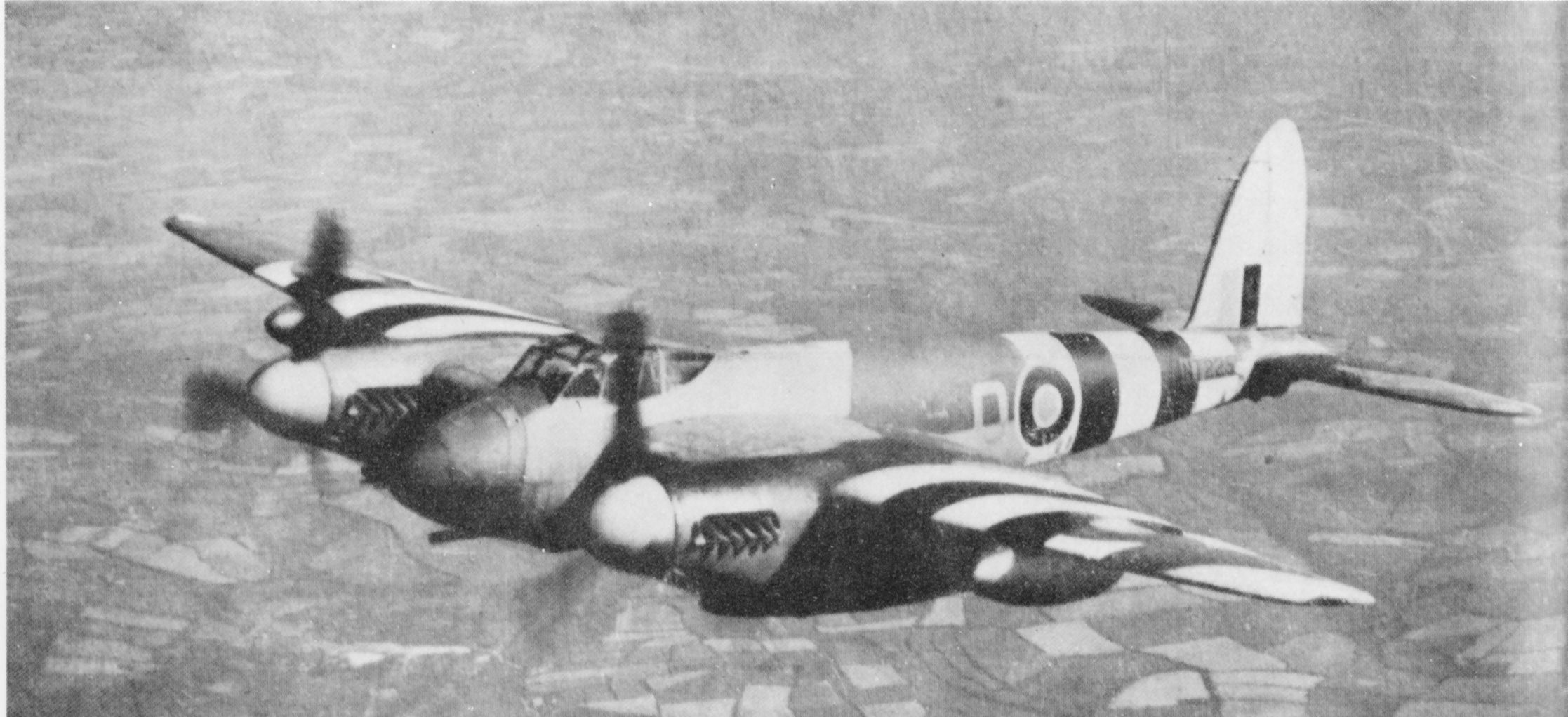
Mosquito podczas lotu oznaczony pasami na skrzydłach i ogonie w celu lepszego identyfikowania podczas D-Day w 1944

W pierwszej misji grupa Mosquito B IV nieuzbrojona z czterema bombami o wadze 227 kg każda, została wysłana do bombardowania Kolonii 31 maja 1942, rankiem po pierwszym  dużym nocnym ataku bombowym (pierwszy nalot 1000 bombowców).
Rankiem 10 stycznia 1943 Mosquito B IV przystosowane do przenoszenia 1800-kilogramowych bomb typu Blockbuster pojawiły się nad Berlinem powodując zamieszanie, gdy przywódcy nazistowscy wygłaszali przemówienia z okazji 10. rocznicy dojścia Adolfa Hitlera do władzy, mający jednocześnie pokazać społeczeństwu Niemiec, że marszałek Rzeszy Hermann Göring kłamie twierdząc, iż taka operacja nie jest możliwa. Między styczniem a majem 1945 Mosquito zrzuciły 1459 bomb Blockbuster na sam Berlin, a także kolejne 1500 na inne cele.
Na początku 1944 z trzech eskadr Mosquito utworzono grupę naprowadzającą i oznaczającą cele ciężkim bombowcom z użyciem systemu Oboe.   
Jedną z najbardziej śmiałych misji samolotów Mosquito była operacja Jericho polegająca na zniszczeniu murów i kwater strażników więzienia w Amiens celem umożliwienia ucieczki członkom francuskiego ruchu oporu. Kolejnym zuchwałym zadaniem tych maszyn był rajd na Berlin mający dowieść społeczeństwu Niemiec, że marszałek Rzeszy Hermann Göring kłamie twierdząc, iż taka operacja nie jest możliwa. Równie spektakularne było przeprowadzone z niskiego pułapu precyzyjne bombardowanie siedziby Gestapo w Kopenhadze w Danii (operacja Carthage) 21 marca 1945, podczas którego zniszczono wszystkie akta i uwolniono wielu więźniów. Do samolotu Mosquito ze 109., a później 105 Dywizjonu, należy rekord największej ilości zadań bombowych wykonanych podczas całej II wojny światowej wynoszący 213 misji. Maszyna ta uległa katastrofie dopiero 10 maja 1945, już po zakończeniu wojny, na skutek błędu pilota.
Podczas działań bojowych, nocne myśliwce Mosquito były często wyposażane w systemy wykrywania niemieckich emisji radarowych Serrate umożliwiające namierzenie wrogich myśliwców używających radarów Lichtenstein i systemy Perfectos wykrywające emisje systemów IFF, identyfikacji swój-obcy. Jednocześnie dzięki drewnianej konstrukcji były one trudno wykrywalne przez niemieckie radary.

## Cechy lotno-pilotażowe
Maszyny Mosquito jako jedne z nielicznych posiadały dobrą stateczność kierunkową, co przy dużej mocy zespołów napędowych umożliwiało maszynie kontynuowanie lotu na jednym silniku, pozwalając wielu załogom uszkodzonych maszyn na powrót do bazy (między innymi majorowi Orlińskiemu z Dywizjonu 305). Mimo drewnianej konstrukcji maszyna była dość odporna na uszkodzenia odniesione w walce. Wadą Mosquito była duża prędkość lądowania, co wiązało się z dużą zbieżnością trapezowego płata, a lądowanie na jednym silniku w tym typie samolotu było wyjątkowo niebezpieczne. Aby uniknąć wypadków dużą rolę odgrywało tu odpowiednie przeszkolenie załóg. Kabina załogi była dość ciasna, co utrudniało ewakuację w razie zestrzelenia. Samolot był czuły na stery i zwrotny, a przez to bardzo lubiany przez załogi. Duża prędkość lotu pozwalała często na unikanie walki z myśliwcami wersjom rozpoznawczym i bombowym.

## Zachowane egzemplarze

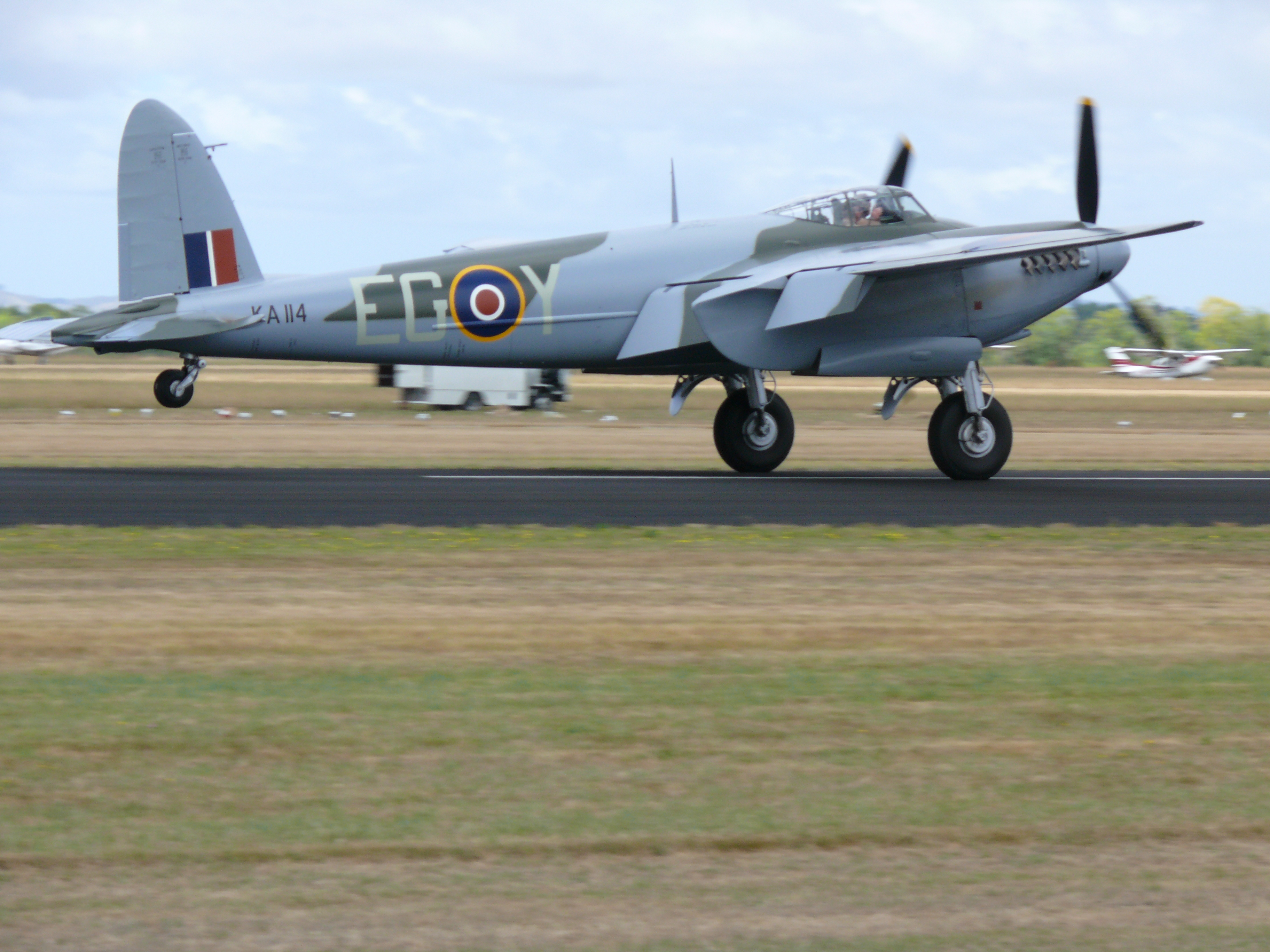
De Havilland Mosquito KA114 podczas pokazów „Wings over Wairarapa” w Nowej Zelandii (styczeń 2013)

Przez kilka lat, po katastrofie 21 lipca 1996 podczas pokazów lotniczych w Barton w Anglii, żaden z samolotów tego typu nie był w stanie lotnym. W 2013 swój pierwszy lot po ośmioletnim procesie renowacji wzbił się samolot Mosquito FB.26 KA114/N114KA będący częścią kolekcji Miltiary Aviation Museum w Virginia Beach w stanie Wirginia. Jest to jedna z największych kolekcji latających warbirdów. Na terenie USA znajduje się jeszcze jedno latające Mosquito (Mosquito T Mk.III TV959), którego pierwszy lot po restauracji odbył 26 września 2016. Samolot ten został odbudowany w Nowej Zelandii, natomiast w Kanadzie znajduje się egzemplarz Mosquito T Mk.III TV959, który zaczął latać 16 lipca 2014. Obecnie w muzeach na całym świecie znajduje się ok. 30 egzemplarzy samolotów Mosquito. Kilka z nich jest w trakcie odbudowy do stanu lotnego.

## W kulturze
- Na tym samolocie, należącym do dywizjonu 305, latał jako nawigator Mieczysław Pruszyński. Swoje wspomnienia z czasów II wojny światowej opisał w książce „W Moskicie nad III Rzeszą”.

- Samolot Mosquito wystąpił w „głównej roli” w filmie Waltera Graumana Dywizjon 633. Film opowiada historię brytyjskich pilotów podejmujących misję, która wydaje się być samobójczą. Cel to zniszczenie hitlerowskiej fabryki paliwa rakietowego.

- W cyklu „Odległe rubieże” Vladimira Wolffa przedstawiającego alternatywną wersję II wojny światowej polskie siły powietrzne otrzymują 4 „Mosquito”, którymi skutecznie atakują siły lądowe i morskie Sowietów.

- Samolot Mosquito wystąpił w fabule opowiadania Fredericka Forsyth'a Pasterz. W opowiadaniu tym samolotem Mosquito latał pilot, który uratował życie innego pilota w samolocie, któremu uległy awarii główne przyrządy pokładowe wraz z utratą łączności.